# هر از گاهی، هر از جایی
هر از گاهی، هر از جایی (ژاپنی: 今、そこにいる僕 هپبورن: Ima, Soko ni Iru Boku) یک مجموعه تلویزیونی انیمه ژاپنی به تصویرسازی و کارگردانی آکیتارو داییچی و نویسندگی هیده‌یوکی کوراتا از محصولات استودیوی اِی‌آی‌سی است. این مجموعه به تعداد سیزده قسمت از ۱۴ اکتبر ۱۹۹۹ در ایستگاه تلویزیونی WOWOW شروع به پخش شد و تا ۲۰ ژانویه ۲۰۰۰ ادامه داشت.
هر از گاهی، هر از جایی داستان پسری جوان به نام شوزو «شوو» ماتسوتانی را دنبال می‌کند که در تلاش برای نجات دختری مرموز و ناشناس، قدم به دنیای دیگری گذاشته که ممکن است سیارهٔ زمین در آینده‌ای دور باشد. این جهان جدید متروکه و آب یک کالای کمیاب به‌شمار می‌رود و نظامی‌گری بر این دنیا حاکم است، و بقا کشمکش روزانه برای پناهندگان آواره محسوب می‌شود.

## داستان
شوو ماتسوتانی (松谷 修造 Matsutani Shūzō) قهرمان اصلی داستان پسری جوان است که عاشق هنر رزمی کن‌دو می‌باشد. او در یکی از روزها با دختری ساکت و مرموز به نام لالارو (ララ・ルゥ Rara Rū) آشنا می‌شود. ناگهان پس از اتفاقات عجیبی لالارو مورد حملهٔ خلبان‌هایی که سوار بر مکاهایی اژدها شکل هستند در معرض دزدیده شدن قرار می‌گیرد و شوو برای نجات این دختر به‌طور تصادفی به دنیای مهاجمان منتقل می‌شود، سرزمینی بایر و بدون آب که تحت سلطه یک ستارهٔ غول‌پیکر سرخ است. لالارو دارای گردنبندی سحرآمیز حاوی مخزن وسیعی از آب است که به‌واسطهٔ آن قادر به کنترل عنصر آب می‌باشد.
شوو در این واقعیت جدید و خشن به دام افتاده است و در داخل کشتی جنگی به فرماندهی دیکتاتوری بی‌رحم و دیوانه به نام هامودو زندانی شده و به دفعات مورد شکنجه و بازجویی قرار می‌گیرد. شوو در سلولش با دختری ربوده شده آشنا می‌شود که خود را با نام سارا رینگوالت از آمریکا معرفی می‌کند. سارا به‌دلیل شباهتش با لالارو توسط سربازان هامودو دستگیر شده‌بود. سارا توسط مأموران هامودو به منظور باردار شدن اجباری به اقامتگاه سربازهای استثنایی منتقل می‌شد، و به دلیل تجاوزهای مکرر دچار ضربه روانی شده بود. پس از حمله یک کشتی ناشناختهٔ دشمن، شوو مجبور به پیوستن به ارتش سربازهای کودک می‌شود؛ کودکانی که به منظور غارت روستاها آموزش دیده‌اند، و زنان روستایی را برای زاد و ولد می‌ربایند، و کودکان پسر یتیم را به صف ارتش رو به زوال هامودو اضافه می‌کردند.
این یک داستان تأثربرانگیز از یک دنیای ویران‌شهر است، و شوو باید شکنجه، گرسنگی، و وحشت ناشی از جنگ را تحمل کند، تا دختر تنهایی که بر روی دودکش نشسته بود را نجات دهد. بخش اعظم محتوای این مجموعه به مسائل اخلاقی جدی مرتبط با جنگ و عواقب آن، قحطی، برده‌داری، تجاوز جنسی، و استفاده نظامی از کودکان می‌پردازد.